# Glas- oder Beilfische
Die Glas- oder Beilfische (Pempheridae) sind eine Familie der Barschverwandten, die aus zwei Gattungen und über 70 Arten besteht. Es sind kleine Fische, die im westlichen Atlantik und im Indopazifik in individuenreichen Schwärmen leben. Einige Arten gehen auch in Brackwasser, eine (Pempheris mangula) ist durch den Suezkanal in das Mittelmeer eingewandert (Lessepssche Migration). Beide Gattungen leben tagsüber versteckt in Höhlen und unter Überhängen. Nachts werden sie aktiv und jagen Zooplankton.

## Merkmale
Glas- oder Beilfische werden 7,5 bis 30 Zentimeter lang. Es sind hochrückige Fische, deren seitlich abgeflachter Körper mit großen Cycloid- oder Ctenoidschuppen bedeckt ist. Ihre Augen sind groß, die Maulspalte steht schräg, die Afterflosse ist lang. Das Maxillare reicht nicht bis hinter das Augenzentrum. Die Fische haben nur eine kurze Rückenflosse, die vor der Körpermitte steht. Jungfische sind durchsichtig.
Die Seitenlinie erstreckt sich bis auf die Schwanzflosse. Sie wird von 40 bis 82 Schuppen begleitet. Die Anzahl der Kiemenreusenstrahlen liegt bei 25 bis 31, die der Wirbel bei 25 (10 + 15), die der Pylorusschläuche bei 9 bis 10.
- Flossenformel: Dorsale IV-VII/7-12, Anale (II)-III/17-45.

Die Parapriacanthus-Arten und fünf der 73 Arten der Gattung Pempheris verfügen über Leuchtorgane, die sich aus den Pylorusschläuchen entwickelt haben.

## Äußere Systematik
Mit ihren nächsten Verwandten, den Perlbarschen (Glaucosomatidae) und anderen Familien bilden die Glas- oder Beilfische in der jüngsten Revision der Knochenfischsystematik die neu aufgestellte Ordnung Pempheriformes.

## Innere Systematik
Die Glasfische (Parapriacanthus) sind immer kleiner als 10 Zentimeter, haben einen durchscheinenden Körper und leben in Schwärmen von tausenden von Tieren. Zu der Gattung werden elf Arten gezählt:

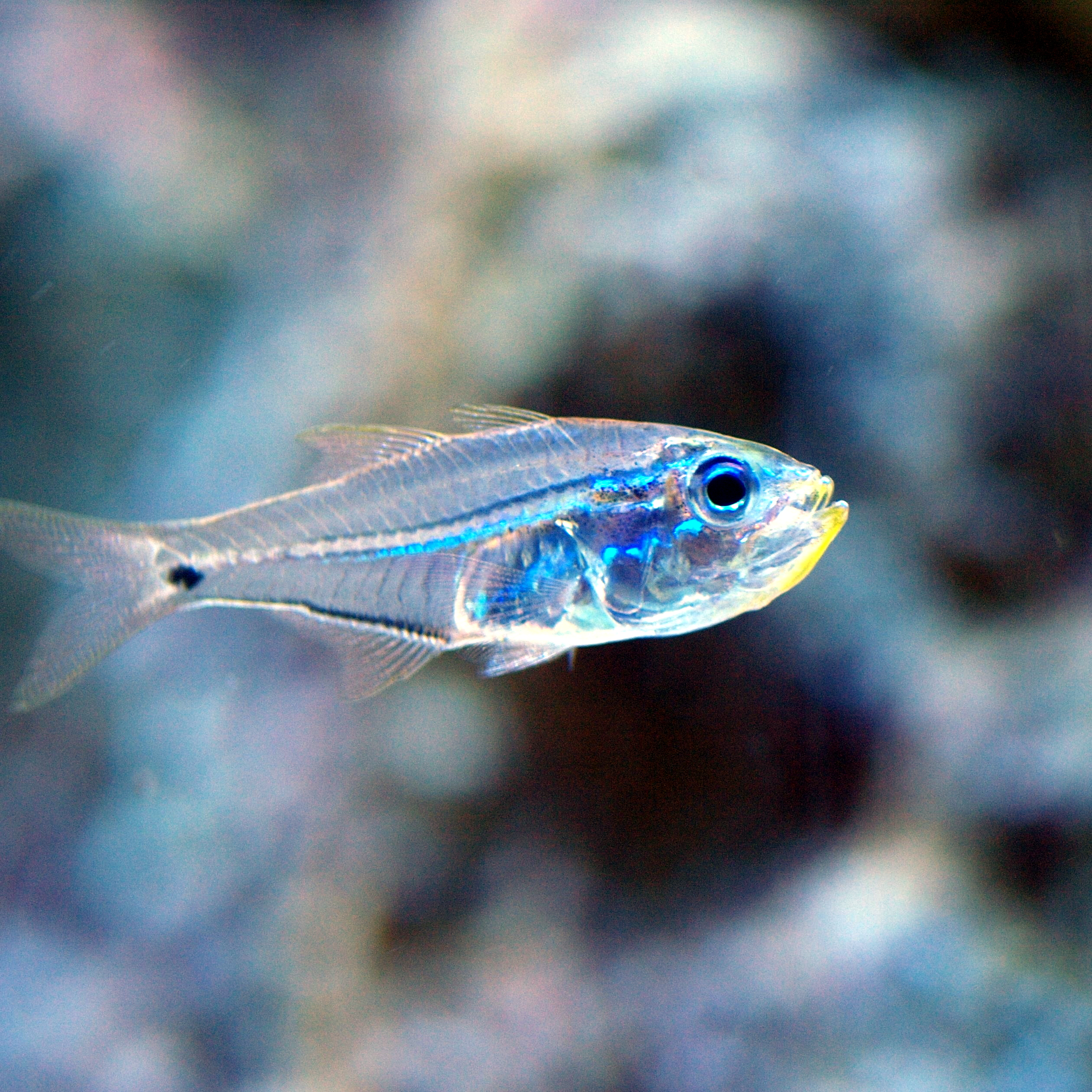
Parapriacanthus ransonneti

- Parapriacanthus argenteus (von Bonde, 1923).
- Parapriacanthus darros Randall & Bogorodsky, 2016.
- Parapriacanthus dispar (Herre, 1935).
- Parapriacanthus elongatus (McCulloch, 1911).
- Parapriacanthus guentheri (Klunzinger, 1871).
- Parapriacanthus marei Fourmanoir, 1971.
- Parapriacanthus kwazulu Randall & Bogorodsky, 2016.
- Parapriacanthus punctulatus Randall & Bogorodsky, 2016.
- Parapriacanthus rahah Randall & Bogorodsky, 2016.
- Parapriacanthus ransonneti Steindachner, 1870.
- Parapriacanthus sharm Randall & Bogorodsky, 2016.

Die Beilfische (Pempheris), nicht zu verwechseln mit den  Tiefsee-Beilfischen der Familie (Sternoptychidae), sind 15 bis 28 Zentimeter groß, und haben einen deutlich gewölbten Bauch. Einige Arten besitzen Leuchtorgane. Zu der Gattung werden 73 Arten gezählt:
- Pempheris adspersa Griffin, 1927.
- Pempheris adusta Bleeker, 1877.

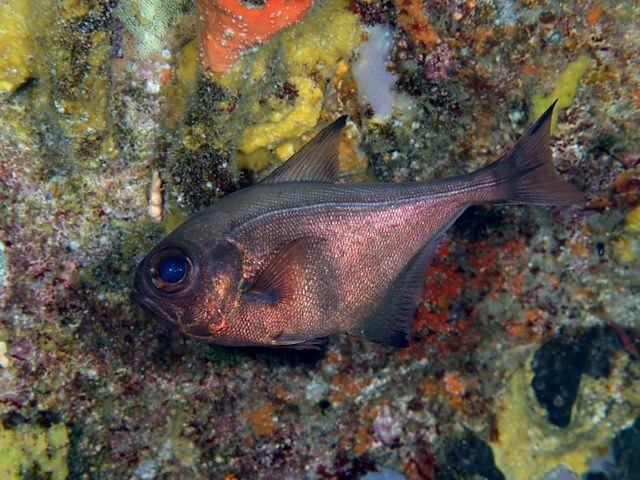
Pempheris japonica

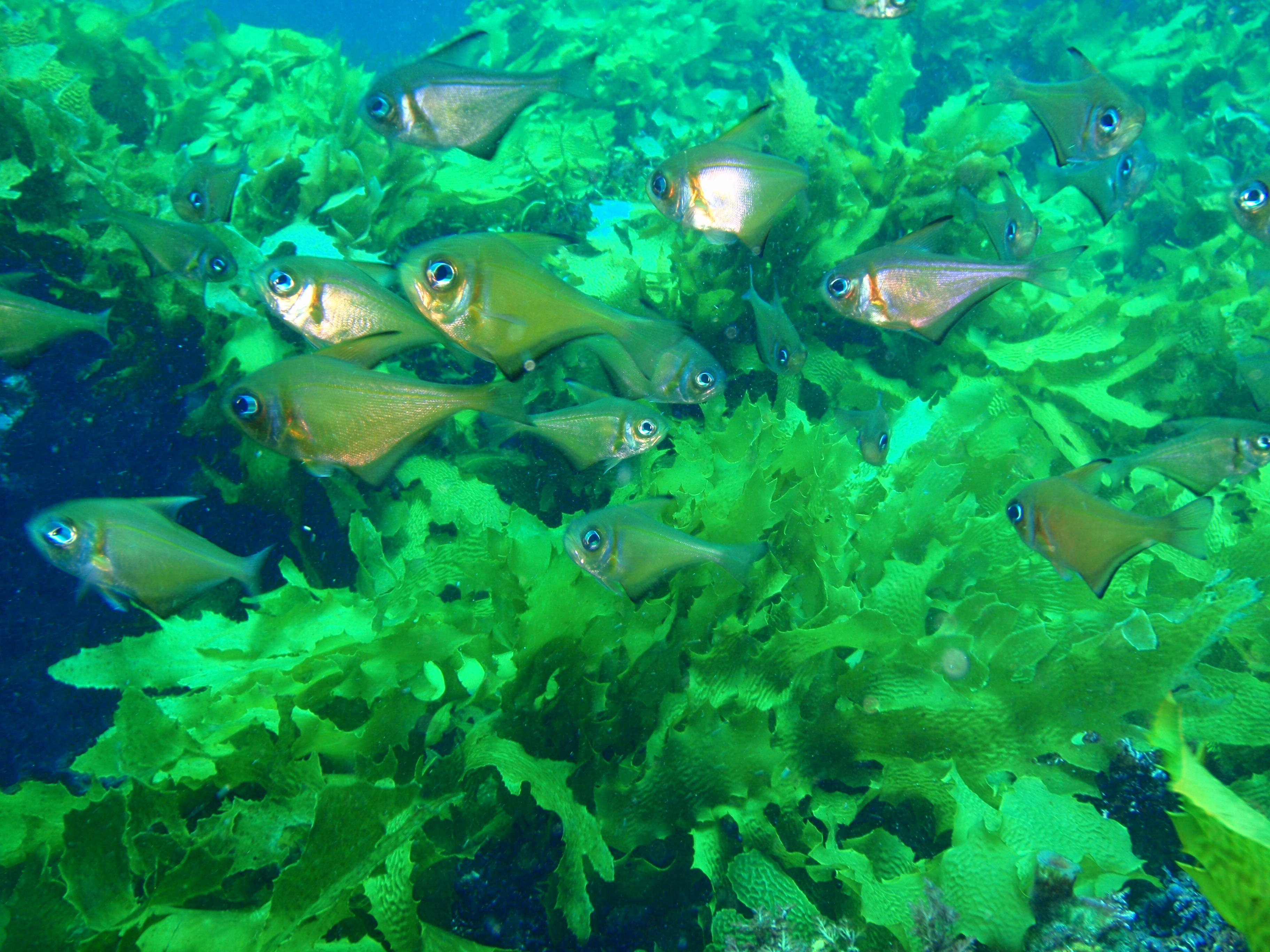
Pempheris klunzingeri

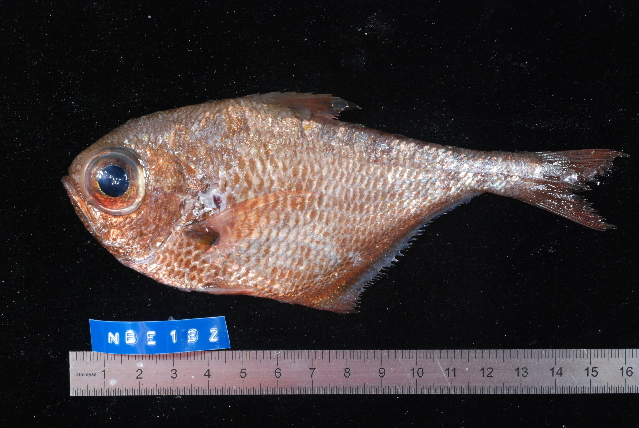
Pempheris mangula

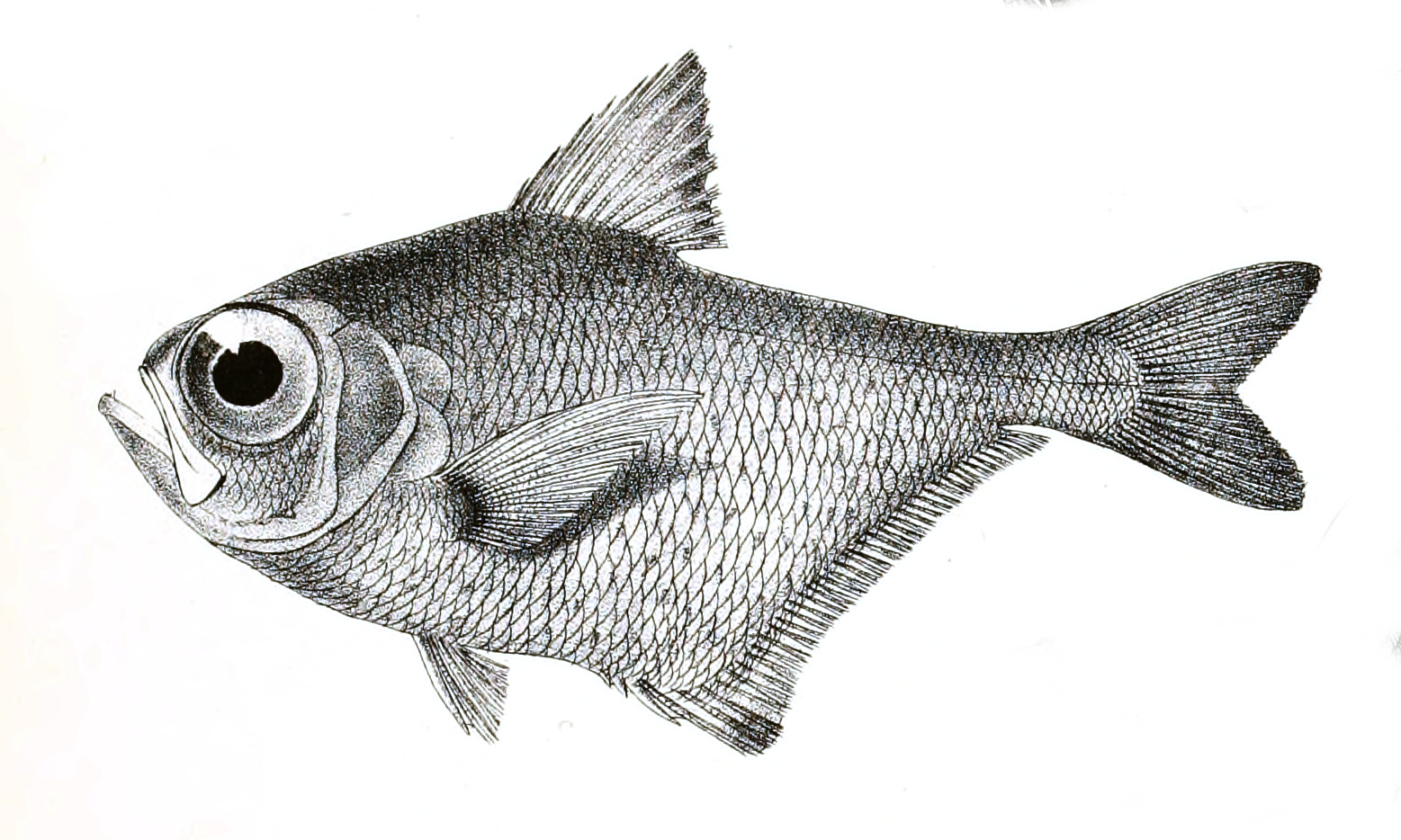
Pempheris molucca

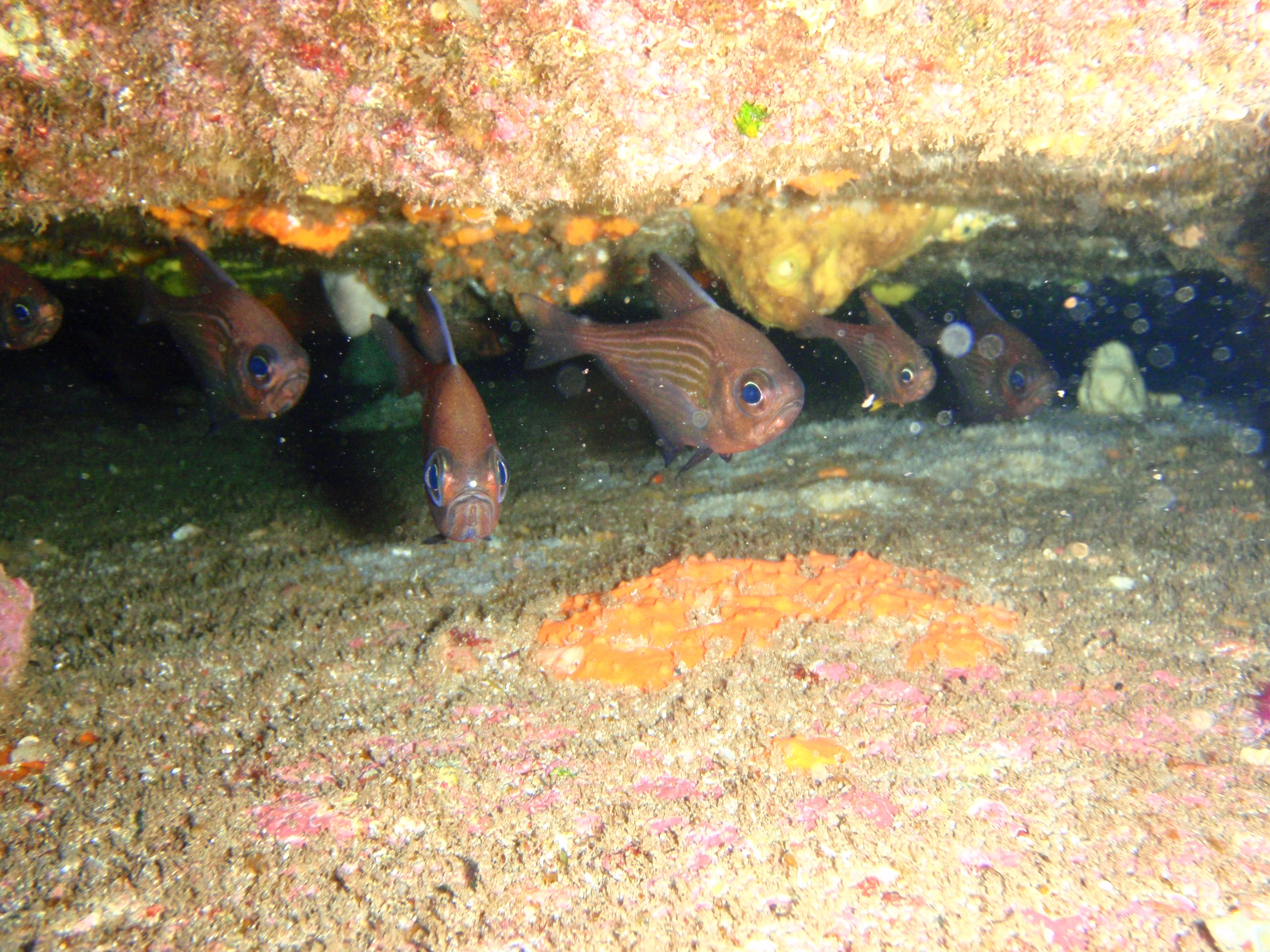
Pempheris ornata

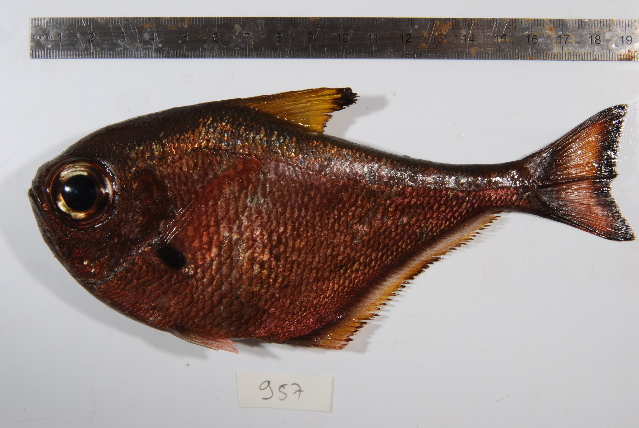
Pempheris oualensis

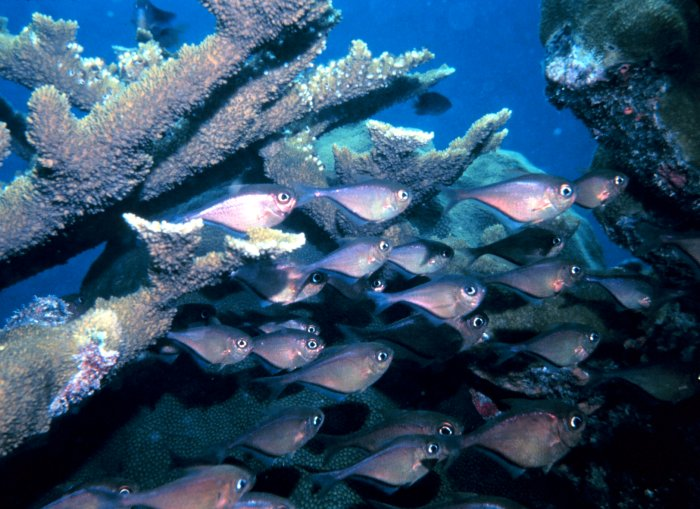
Pempheris schomburgkii vor einer Elchgeweihkoralle

- Pempheris affinis McCulloch, 1911.
- Pempheris analis Waite, 1910.
- Pempheris andilana Randall & Victor, 2015.
- Pempheris argyrea Randall & Victor, 2015.
- Pempheris bexillon Mooi & Randall, 2014.
- Pempheris bineeshi Randall & Victor, 2015.
- Pempheris bruggemanni Randall & Victor, 2015.
- Pempheris compressa (White, 1790).
- Pempheris connelli Randall & Victor, 2015.
- Pempheris convexa Randall & Victor, 2014.
- Pempheris cuprea Randall & Victor, 2014.
- Pempheris darvelli Randall & Victor, 2014.
- Pempheris eatoni Randall & Victor, 2014.
- Pempheris ellipse Randall & Victor, 2015.
- Pempheris familia Koeda & Motomura, 2017.
- Pempheris flavicycla Randall at al., 2013.
- Pempheris gasparinii Pinheiro et al., 2016.
- Pempheris hadra Randall & Victor, 2015.
- Pempheris heemstraorum Randall & Victor, 2015.
- Pempheris hollemani Randall & Victor, 2015.
- Pempheris ibo Randall & Victor, 2015.
- Pempheris japonica Döderlein, 1883.
- Pempheris klunzingeri McCulloch, 1911.
- Pempheris kruppi Randall & Victor, 2015.
- Pempheris kuriamuria Randall & Victor, 2015.
- Pempheris leiolepis Randall & Victor, 2015.
- Pempheris mangula Cuvier, 1829.
- Pempheris megalops Randall & Victor, 2015.
- Pempheris micromma Randall & Victor, 2015.
- Pempheris molucca Cuvier, 1829. nomen dubium
- Pempheris multiradiata Klunzinger, 1880.
- Pempheris muscat Randall & Victor, 2015.
- Pempheris nyctereutes Jordan & Evermann, 1902.
- Pempheris orbis Randall & Victor, 2015.
- Pempheris ornata Mooi & Jubb, 1996.
- Pempheris otaitensis Cuvier, 1831.
- Pempheris oualensis Cuvier, 1831.
- Pempheris pathirana Randall & Victor, 2015.
- Pempheris peza Randall & Victor, 2015.
- Pempheris poeyi Bean, 1885.
- Pempheris rapa Mooi, 1998.
- Pempheris rochai Randall & Victor, 2015.
- Pempheris rubricauda Randall & Victor, 2015.
- Pempheris sarayu Randall & Bineesh, 2014.
- Pempheris schomburgkii Müller & Troschel, 1848.
- Pempheris schreineri Miranda-Ribeiro, 1915.
- Pempheris schwenkii Bleeker, 1855.
- Pempheris sergey Randall & Victor, 2015.
- Pempheris shimoni Randall & Victor, 2015.
- Pempheris shirleen Randall & Victor, 2015.
- Pempheris smithorum Randall & Victor, 2015.
- Pempheris tau Randall & Victor, 2015.
- Pempheris ternay Randall & Victor, 2015.
- Pempheris tilman Randall & Victor, 2015.
- Pempheris tiran Randall & Victor, 2015.
- Pempheris tominagai Koeda, Yoshino, Imai & Tachihara, 2014.
- Pempheris trinco Randall & Victor, 2015.
- Pempheris ufuagari Koeda, Yoshino & Tachihara, 2013.
- Pempheris vanicolensis Cuvier, 1831.
- Pempheris viridis Randall & Victor, 2015.
- Pempheris wilsoni Randall & Victor, 2015.
- Pempheris xanthomma Randall & Victor, 2015.
- Pempheris xanthoptera Tominaga, 1963.
- Pempheris ypsilychnus Mooi & Jubb, 1996.
- Pempheris zajonzi Randall & Victor, 2015.